# 紫紅
紫紅（しこう、生没年不詳）とは、江戸時代の浮世絵師。

## 来歴
歌川広重の門人。本名は加藤八百、紫紅と号す。広重門下で唯一の女性絵師であった。安政6年（1859年）に広重の一周忌が行われた際の安藤家到来物帳に紫紅の名がみられる。また明治15年（1882年）秋葉神社に建立された初代広重顕彰碑の裏にも名がある。明治42年（1909年）またはその翌年の頃に没したといわれている。